# Suillia gigantea
Espèce
Suillia gigantea est une espèce d'insecte de la famille des Heleomyzidae. C'est une petite mouche allongée aux yeux orangés.
Elle permet au chercheur de truffe de localiser le champignon.
Elle-même le cherche pour y pondre ses œufs. En surveillant son vol, on peut facilement trouver le champignon à l'endroit où elle se pose.
En France, cette espèce est présente en Provence et sert d'indicateur lors de la recherche de truffes.